# BARGAINS
BARGAINS（バーゲンズ）は日本の音楽ユニットである。1996年結成。1999年ビクターエンタテインメントよりデビュー。2000年UNIVERSAL Jに移籍。2002年フリーになり活動開始。楽曲提供などしながら、ライブ活動を続けている。

## メンバー
- 田島由紀子（たじまゆきこ、1968年3月20日 - ）ボーカル：山形県米沢市生まれ秋田県育ち
- 三宅修一（みやけしゅういち、1963年9月8日 - ）ギター・ベース・コーラス：東京都出身

## ディスコグラフィー

### シングル
1. コメディ・アンド・トラジティ（1999年2月24日）
  1. コメディ・アンド・トラジティ（作詞：田島由紀子・Brian Peck／作曲・編曲：三宅修一）
TBS系「P.S. -Pop Shake-」オープニングテーマ/NTV「出歯ガメ」エンディングテーマ
  2. 楡の木陰（作詞・作曲：三宅修一・田島由紀子／編曲：三宅修一）
  3. Long ago（作詞：田島由紀子／作曲：三宅修一・田島由紀子／編曲：三宅修一）
2. ライ ライ ライ（1999年5月21日）
  1. ライ ライ ライ（作詞：田島由紀子／作曲・編曲：三宅修一）
MBS・TBS系「世界ウルルン滞在記」エンディングテーマ
  2. ラブ ミサイル（作詞：田島由紀子／作曲・編曲：三宅修一）
  3. ハッピー（作詞：田島由紀子／作曲・編曲：三宅修一）
3. place（1999年8月18日）
  1. place（作詞：田島由紀子／作曲：三宅修一）
  2. 道のり（作詞：田島由紀子／作曲：三宅修一）
  3. ハングリー（作詞：田島由紀子／作曲：三宅修一）
4. ジンセイ（2001年2月7日）オリコン48位
  1. ジンセイ（作詞：田島由紀子／作曲：三宅修一）
ほっかほっか亭CMソング/TBS系列COUNT DOWN TVエンディングテーマ
  2. チェリスト（作詞：田島由紀子／作曲：三宅修一）
  3. Don't worry Be happy（作詞：田島由紀子・三宅修一／作曲：三宅修一）
5. ジンセイ～グッドタイムス バッドタイムス～（2001年6月27日）
  1. ジンセイ
  2. コメディ アンド トラジディ(アカペラ)
  3. レッドルーフ グリーンドア（作詞：田島由紀子・三宅修一／作曲：三宅修一）
  4. ハッピィ(ライブ)
  5. ジンセイ(ライブ)
  6. 占いおばさん（作詞：田島由紀子・三宅修一／作曲：三宅修一）
6. オレのショー（2001年8月29日）
  1. オレのショー（作詞：田島由紀子／作曲・編曲：三宅修一）
  2. パラボラ（作詞：田島由紀子／作曲・編曲：三宅修一）
  3. 愛は死なないんだろう?（作詞：田島由紀子／作曲・編曲：三宅修一）

### アルバム
1. BARGAINS（1999年9月16日）
  1. コメディ・アンド・トラジティ
  2. 愛のバーゲンセール
  3. 家なき天使
  4. place
  5. ジュリーへの伝言
  6. 若者
  7. ライ ライ ライジュリー
  8. ハッピー
  9. セルフサービス
  10. ハングリー
  11. Long ago
2. Bargains 2（2001年10月24日）
  1. INTRODUCTION
  2. サヨナラ恋人
  3. ゆうてんじ
  4. 真夜中とギター
  5. Love
  6. パラボラ
  7. a hole in my life
  8. ジンセイ
  9. チェリスト
  10. ジュリーはサウスポー
  11. O.K
  12. オレのショー
3. I'm home（2010年5月12日）
  1. I'm home
  2. モンキーパーク
  3. The song of a little viking
  4. Shopping
  5. 真夜中のマーチ

## 楽曲提供
- 坂本真綾「ピーナッツ」
- TOKIO「ding-dong」
- 山下久美子「恋が死ぬ」「カフェにて」
- RAG FAIR「嘘をつかないで」
- BON'Z「Days」
- 芋洗坂係長「オヤジだって恋をする／風を浴びたい」
- 石川ひとみ「わたしの毎日」（作詞：田島由紀子／作曲・編曲：三宅修一）

## 参加作品
- ナイアガラで恋をして Tribute to EIICHI OHTAKI（2002年11月20日）

10.A面で恋をして

## メディア出演

### ラジオ
- The Bargainsのおしゃべりなう音セール（2022年7月4日 - 2023年3月27日、Tokyo Start Radio）